# Kalnik (Severní Makedonie)
Kalnik (makedonsky: Калник, albánsky: Kalnik) je vesnice v Severní Makedonii. Nachází se v opštině Bogovinje v Položském regionu.
V roce 2014 byla vesnice vyhlášena samostatnou osadou, dříve byla součástí vesnice Gorno Palčište, i když je fyzicky blíže vesnici Dolno Palčište.